# Vaughn Chipeur
Vaughn Chipeur (Lloydminster, Saskatchewan, 21 de Dezembro de 1984), é um ex-patinador artístico canadense. Ele ganhou medalha de prata na competição canadense de 2009 e 2010, e bronze no Nebelhorn Trophy em 2006.
Em 2010 foi indicado para representar o Canadá nos Jogos Olímpicos de Inverno de 2010, em Vancouver.

## Principais resultados
| Resultados | Resultados       | Resultados        | Resultados        | Resultados    | Resultados    | Resultados        | Resultados    | Resultados       | Resultados       | Resultados    | Resultados    | Resultados    | Resultados    | Resultados    | Resultados    | Resultados    | Resultados    |
| Internacional | Internacional    | Internacional     | Internacional     | Internacional | Internacional | Internacional     | Internacional | Internacional    | Internacional    | Internacional | Internacional | Internacional | Internacional | Internacional | Internacional | Internacional | Internacional |
| Evento/Temporada | 2001– 2002       | 2002– 2003        | 2003– 2004        | 2004– 2005    | 2005– 2006    | 2006– 2007        | 2007– 2008    | 2008– 2009       | 2009– 2010       |               |               |               |               |               |               |               |               |
| --- | ---------------- | ----------------- | ----------------- | ------------- | ------------- | ----------------- | ------------- | ---------------- | ---------------- | ------------- | ------------- | ------------- | ------------- | ------------- | ------------- | ------------- | ------------- |
| Jogos Olímpicos |                  |                   |                   |               |               |                   |               |                  | 23°              |               |               |               |               |               |               |               |               |
| Campeonato Mundial |                  |                   |                   |               |               |                   |               | 12°              |                  |               |               |               |               |               |               |               |               |
| Campeonato dos Quatro Continentes |                  |                   |                   |               |               |                   | 7°            | 6°               |                  |               |               |               |               |               |               |               |               |
| GP Cup of China |                  |                   |                   |               |               |                   |               | 5°               |                  |               |               |               |               |               |               |               |               |
| GP Cup of Russia |                  |                   |                   |               |               |                   |               | 12°              |                  |               |               |               |               |               |               |               |               |
| GP NHK Trophy |                  |                   |                   |               |               |                   | 11°           |                  | 11°              |               |               |               |               |               |               |               |               |
| GP Skate Canada International |                  |                   |                   |               |               | 7°                | 5°            |                  |                  |               |               |               |               |               |               |               |               |
| GP Trophée Éric Bompard |                  |                   |                   |               |               |                   |               |                  | 12°              |               |               |               |               |               |               |               |               |
| Nebelhorn Trophy |                  |                   |                   |               |               | Medalha de bronze | 6°            |                  |                  |               |               |               |               |               |               |               |               |
| Triglav Trophy |                  |                   | Medalha de bronze |               |               |                   |               |                  |                  |               |               |               |               |               |               |               |               |
| Internacional – Júnior |                  |                   |                   |               |               |                   |               |                  |                  |               |               |               |               |               |               |               |               |
| JGP JGP Alemanha |                  | 7°                |                   |               |               |                   |               |                  |                  |               |               |               |               |               |               |               |               |
| JGP JGP México |                  |                   | 4°                |               |               |                   |               |                  |                  |               |               |               |               |               |               |               |               |
| JGP JGP Polônia |                  |                   | 7°                |               |               |                   |               |                  |                  |               |               |               |               |               |               |               |               |
| Nacional |                  |                   |                   |               |               |                   |               |                  |                  |               |               |               |               |               |               |               |               |
| Campeonato Canadense |                  |                   |                   | 11°           | 16°           | 7°                | 4°            | Medalha de prata | Medalha de prata |               |               |               |               |               |               |               |               |
| Campeonato Canadense – Júnior |                  | Medalha de bronze | Medalha de bronze |               |               |                   |               |                  |                  |               |               |               |               |               |               |               |               |
| Campeonato Canadense – Noviço | Medalha de prata |                   |                   |               |               |                   |               |                  |                  |               |               |               |               |               |               |               |               |
| Equipes |                  |                   |                   |               |               |                   |               |                  |                  |               |               |               |               |               |               |               |               |
| Troféu Mundial por Equipes |                  |                   |                   |               |               |                   |               | 2T/6P            |                  |               |               |               |               |               |               |               |               |
| |                  |                   |                   |               |               |                   |               |                  |                  |               |               |               |               |               |               |               |               |
| Legenda: GP = Grand Prix; JGP = Grand Prix Júnior; T = Posição da equipe; P = Posição individual; Competição não foi disputada nesta temporada |                  |                   |                   |               |               |                   |               |                  |                  |               |               |               |               |               |               |               |               |